# Delano Williams
Delano Williams (født 23. december 1993) er en britisk atletikudøver som konkurrerer i sprintløb.
Williams repræsenterede sit land under VM i atletik 2015 i Beijing, hvor han kun deltog på 4 × 400 meter stafet hvor han med sin hold vandt bronzemedaljen.

## Eksterne links
- Delano Williams på IAAFs officielle hjemmeside (engelsk)

| Sport | Spire Denne artikel om sport er en spire som bør udbygges. Du er velkommen til at hjælpe Wikipedia ved at udvide den. |